# Nevada State Route 319
Nevada State Route 319, auch Panaca/Modena, Utah Road, ist ein Highway im US-Bundesstaat Nevada.
Der Highway beginnt am U.S. Highway 93 in Panaca und endet an der Utah State Route 56 westlich von Modena an der Grenze zu Utah.